# Aeluroscalabotes felinus
Aeluroscalabotes felinus is een hagedis die behoort tot de gekko's en de familie Eublepharidae.

## Naam en indeling
Aeluroscalabotes felinus werd oorspronkelijk beschreven in 1864 door Albert Günther als Pentadactylus felinus. De gekko werd ook wel aan het geslacht Aelurosaurus toegekend. De soort werd door George Albert Boulenger in 1885 aan het geslacht Aeluroscalabotes toegewezen en is tegenwoordig de enige vertegenwoordiger van deze monotypische groep.
De gekko wordt soms wel tot een aparte familie gerekend (Aeluroscalabotinae), maar dit wordt niet algemeen erkend.

### Ondersoorten
De soort wordt verdeeld in twee ondersoorten die onderstaand zijn weergegeven, met de auteur en het verspreidingsgebied.
| Naam                                       | Auteur         | Verspreidingsgebied              |
| ------------------------------------------ | -------------- | -------------------------------- |
| Aeluroscalabotes felinus felinus           | Günther, 1864  | Het grootste deel van het areaal |
| Aeluroscalabotes felinus multituberculatus | Kopstein, 1927 | ?                                |

## Uiterlijke kenmerken
Aeluroscalabotes felinus heeft in tegenstelling tot de meeste gekko's opponeerbare vingers en tenen. De gekko heeft de gewoonte om in rust zijn staart te krullen wat doet denken aan een kat. De wetenschappelijke soortnaam felinus betekent 'kat' en verwijst hiernaar. In de Engelse taal wordt de gekko wel cat gecko genoemd. Er is nog geen eenduidige Nederlandstalige naam voor deze soort.
Aeluroscalabotes felinus bereikt een totale lichaamslengte van 18 centimeter. De vrouwtjes worden iets groter dan de mannetjes. De gekko leeft in regenwouden en voedt zich met insecten.

## Verspreiding en habitat
De soort komt voor in delen van Azië en leeft in de landen Indonesië, Maleisië, Singapore, Thailand en Vietnam. De habitat bestaat uit vochtige tropische en subtropische laaglandbossen. De soort is aangetroffen van zeeniveau tot op een hoogte van ongeveer 600 meter boven zeeniveau.

## Beschermingsstatus
Door de internationale natuurbeschermingsorganisatie IUCN is de beschermingsstatus 'veilig' toegewezen (Least Concern of LC).